# Die Strafe Gottes
Die Strafe Gottes (Originaltitel Gots shtrof oder Gots sztrof, polnischer Titel Kara Boża, alternativ Przekleństwo losu) ist ein jiddischer Stummfilm aus dem russischen Polen von 1913, den Abraham Izaak Kamiński, assistiert von H. Fiszer, nach einer literarischen Vorlage gedreht hat.
In der Hauptrolle des Rabbi Gindman ist Samuel Landau zu sehen. Seine Frau Adela wird von Regina Kamińska gespielt. Die Schauspieler rekrutierten sich aus dem jiddischen Theater von Abraham Isaak Kamiński (1867–1918) in Warschau.

## Handlung
Adela, eine Rebbezen (jiddisch: Ehefrau eines Rabbiners), die verführt wurde, verlässt leichtfertig ihren ungeliebten Mann und wird dafür mit dem Verlust ihrer beiden Kinder bestraft.
Als Adela eines Tages auf der Straße in einer Prostituierten ihre Tochter erkennt, begeht die junge Frau Selbstmord, um das Leben ihrer Mutter nicht noch weiter zu verkomplizieren.

## Produktionsnotizen
Gots sztrof wurde von der Kosmofilm des Warschauer Produzenten Henryk Finkelsztein hergestellt. An der Kamera stand Stanisław Sebel. Der dreiaktige, etwa 900 Meter lange Film, der 1913 in Warschau uraufgeführt wurde, kam in Polen auch unter dem Titel Przekleństwo losu in die Kinos und ist auch unter dem Titel Gottes Strafe erschienen.

## Rezeption
Laut filmpolski.pl ist der Film nicht erhalten.